# FA Šiauliai
El FA Šiauliai es un equipo de fútbol de Lituania que juega en la A lyga, la primera división nacional.

## Historia
Fue fundado el 1 de septiembre de 2007 en la ciudad de Siauliai tras la fusión de los equipos locales Napolis y Klevas, inicialmente como una escuela de fútbol, pero que con los años crearon a un equipo profesional que cuenta con secciones en fútbol femenil y fútbol sala.
Iniciaron en 2010 en la cuarta división nacional, logrando el ascenso a la tercera división en 2017 y dos años después ascienden a la 1 Lyga.
En la temporada 2021 es campeón de la segunda división y logra el ascenso a la A Lyga para la temporada 2022.

## Palmarés
- Pirma lyga (D2): 1

2021

## Participación en competiciones de la UEFA
| Temporada | Torneo                 | Ronda             | Club        | Casa | Visita | Global |
| --------- | ---------------------- | ----------------- | ----------- | ---- | ------ | ------ |
| 2024–25   | UEFA Conference League | 1° Clasificatoria | FCI Levadia | 0–2  | 0−0    | 0–2    |